# Troy McLawhorn
Troy McLawhorn a fost cofondatorul formației Doubledrive și până in 2012 a fost chitaristul formației Dark New Day. În mai 2007 s-a alaturat formației Evanescence,temporar, in timpul turneului pentru promovarea albumului The Open Door, pentru a-l înlocui pe fostul chitarist, John LeCompt. După terminarea turneului, acesta s-a alaturat trupei Seether si a fost implicat in procesul de scriere a albumului, Holding Onto Strings Better Left To Fray, ce a fost lansat in 2011, după plecarea sa din trupă, din cauza problemelor sale cu membrii trupei de la un moment dat. După plecarea din Seether, acesta a devenit un membru definitiv, a trupei Evanescence si a ajutat la scrierea unor melodii precum The Change, Erase This, si Made Of Stone, din albumul cu acelasi nume.